# Toyota Grand Prix of Long Beach de 2011
O Toyota Grand Prix of Long Beach de 2011 foi a terceira corrida da temporada de 2011 da IndyCar Series. A corrida foi disputada no dia 17 de abril em uma pista montada nas ruas da cidade de Long Beach, Califórnia. O vencedor foi o britânico Mike Conway, da equipe Andretti Autosport.

## Pilotos e Equipes
| Nº | Piloto                 | Equipe                       | Chassis | Motor | Pneu |
| -- | ---------------------- | ---------------------------- | ------- | ----- | ---- |
| 2  | Oriol Servià           | Newman/Haas Racing           | Dallara | Honda | F    |
| 3  | Hélio Castroneves      | Team Penske                  | Dallara | Honda | F    |
| 4  | J. R. Hildebrand (R)   | Panther Racing               | Dallara | Honda | F    |
| 5  | Takuma Sato            | KV Racing Technology - Lotus | Dallara | Honda | F    |
| 6  | Ryan Briscoe           | Team Penske                  | Dallara | Honda | F    |
| 06 | James Hinchcliffe (R)  | Newman/Haas Racing           | Dallara | Honda | F    |
| 7  | Danica Patrick         | Andretti Autosport           | Dallara | Honda | F    |
| 8  | Paul Tracy             | Dragon Racing                | Dallara | Honda | F    |
| 9  | Scott Dixon            | Chip Ganassi Racing          | Dallara | Honda | F    |
| 10 | Dario Franchitti       | Chip Ganassi Racing          | Dallara | Honda | F    |
| 12 | Will Power             | Team Penske                  | Dallara | Honda | F    |
| 14 | Vitor Meira            | A. J. Foyt Enterprises       | Dallara | Honda | F    |
| 17 | Raphael Matos          | AFS Racing                   | Dallara | Honda | F    |
| 18 | James Jakes (R)        | Dale Coyne Racing            | Dallara | Honda | F    |
| 19 | Sébastien Bourdais (R) | Dale Coyne Racing            | Dallara | Honda | F    |
| 22 | Justin Wilson          | Dreyer & Reinbold Racing     | Dallara | Honda | F    |
| 24 | Ana Beatriz (R)        | Dreyer & Reinbold Racing     | Dallara | Honda | F    |
| 26 | Marco Andretti         | Andretti Autosport           | Dallara | Honda | F    |
| 27 | Mike Conway            | Andretti Autosport           | Dallara | Honda | F    |
| 28 | Ryan Hunter-Reay       | Andretti Autosport           | Dallara | Honda | F    |
| 34 | Sebastian Saavedra (R) | Conquest Racing              | Dallara | Honda | F    |
| 38 | Graham Rahal           | Chip Ganassi Racing          | Dallara | Honda | F    |
| 59 | E. J. Viso             | KV Racing Technology - Lotus | Dallara | Honda | F    |
| 77 | Alex Tagliani          | Sam Schmidt Motorsports      | Dallara | Honda | F    |
| 78 | Simona de Silvestro    | HVM Racing                   | Dallara | Honda | F    |
| 82 | Tony Kanaan            | KV Racing Technology - Lotus | Dallara | Honda | F    |
| 83 | Charlie Kimball (R)    | Chip Ganassi Racing          | Dallara | Honda | F    |

- (R) - Rookie

## Resultados

### Treino classificatório
| Pos.      | Nº | Piloto                 | Equipe                       | Q1        | Q1        | Q2        | Q3        |
| Pos.      | Nº | Piloto                 | Equipe                       | Grupo 1   | Grupo 2   | Q2        | Q3        |
| --------- | -- | ---------------------- | ---------------------------- | --------- | --------- | --------- | --------- |
| 1         | 12 | Will Power             | Team Penske                  | 1:09.2846 |           | 1:09.3572 | 1:09.0649 |
| 2         | 28 | Ryan Hunter-Reay       | Andretti Autosport           |           | 1:09.3599 | 1:09.2348 | 1:09.1409 |
| 3         | 27 | Mike Conway            | Andretti Autosport           | 1:09.7079 |           | 1:09.5181 | 1:09.6414 |
| 4         | 2  | Oriol Servià           | Newman/Haas Racing           | 1:09.9073 |           | 1:09.5768 | 1:09.6828 |
| 5         | 22 | Justin Wilson          | Dreyer & Reinbold Racing     |           | 1:09.8550 | 1:09.4871 | 1:09.8097 |
| 6         | 3  | Hélio Castroneves      | Team Penske                  | 1:09.8534 |           | 1:09.5484 | 1:09.8423 |
| 7         | 10 | Dario Franchitti       | Chip Ganassi Racing          | 1:09.6014 |           | 1:09.6037 |           |
| 8         | 9  | Scott Dixon            | Chip Ganassi Racing          | 1:09.7859 |           | 1:09.6385 |           |
| 9         | 77 | Alex Tagliani          | Sam Schmidt Motorsports      |           | 1:09.5686 | 1:09.6497 |           |
| 10        | 82 | Tony Kanaan            | KV Racing Technology - Lotus |           | 1:09.7595 | 1:09.7352 |           |
| 11        | 06 | James Hinchcliffe (R)  | Newman/Haas Racing           |           | 1:09.8358 | 1:09.8122 |           |
| 12        | 6  | Ryan Briscoe           | Team Penske                  |           | 1:09.5104 | 1:09.8243 |           |
| 13        | 14 | Vitor Meira            | A. J. Foyt Enterprises       | 1:10.1010 |           |           |           |
| 14        | 26 | Marco Andretti         | Andretti Autosport           |           | 1:09.9400 |           |           |
| 15        | 34 | Sebastian Saavedra (R) | Conquest Racing              | 1:10.1146 |           |           |           |
| 16        | 38 | Graham Rahal           | Chip Ganassi Racing          |           | 1:10.5883 |           |           |
| 17        | 59 | E. J. Viso             | KV Racing Technology - Lotus | 1:10.1465 |           |           |           |
| 18        | 78 | Simona de Silvestro    | HVM Racing                   |           | 1:10.6407 |           |           |
| 19        | 17 | Raphael Matos          | AFS Racing                   | 1:10.3477 |           |           |           |
| 20        | 7  | Danica Patrick         | Andretti Autosport           |           | 1:10.7836 |           |           |
| 21        | 19 | Sébastien Bourdais     | Dale Coyne Racing            | 1:10.8050 |           |           |           |
| 22        | 5  | Takuma Sato            | KV Racing Technology - Lotus |           | 1:10.8197 |           |           |
| 23        | 18 | James Jakes (R)        | Dale Coyne Racing            | 1:10.8592 |           |           |           |
| 24        | 83 | Charlie Kimball (R)    | Chip Ganassi Racing          |           | 1:10.8672 |           |           |
| 25        | 8  | Paul Tracy             | Dragon Racing                | 1:11.0249 |           |           |           |
| 26        | 24 | Ana Beatriz (R)        | Dreyer & Reinbold Racing     |           | 1:11.0341 |           |           |
| 27        | 4  | J. R. Hildebrand (R)   | Panther Racing               |           | 1:11.4916 |           |           |
| Relatório |    |                        |                              |           |           |           |           |

- (R) - Rookie

### Corrida
| Pos       | Nº | Piloto                 | Equipe                       | Voltas | Tempo        | Largada | Voltas na Liderança | Pontos |
| --------- | -- | ---------------------- | ---------------------------- | ------ | ------------ | ------- | ------------------- | ------ |
| 1         | 27 | Mike Conway            | Andretti Autosport           | 85     | 1:53:11.1000 | 3       | 14                  | 50     |
| 2         | 6  | Ryan Briscoe           | Team Penske                  | 85     | +6.3203      | 12      | 35                  | 42     |
| 3         | 10 | Dario Franchitti       | Chip Ganassi Racing          | 85     | +6.7163      | 7       | 0                   | 35     |
| 4         | 06 | James Hinchcliffe (R)  | Newman/Haas Racing           | 85     | +9.1705      | 11      | 0                   | 32     |
| 5         | 77 | Alex Tagliani          | Sam Schmidt Motorsports      | 85     | +16.0177     | 9       | 4                   | 30     |
| 6         | 2  | Oriol Servià           | Newman/Haas Racing           | 85     | +16.8966     | 4       | 0                   | 28     |
| 7         | 7  | Danica Patrick         | Andretti Autosport           | 85     | +17.5016     | 20      | 0                   | 26     |
| 8         | 82 | Tony Kanaan            | KV Racing Technology - Lotus | 85     | +18.9655     | 10      | 0                   | 24     |
| 9         | 14 | Vitor Meira            | A. J. Foyt Enterprises       | 85     | +19.4723     | 13      | 0                   | 22     |
| 10        | 12 | Will Power             | Team Penske                  | 85     | +19.8909     | 1       | 29                  | 21     |
| 11        | 17 | Raphael Matos          | AFS Racing                   | 85     | +20.4660     | 19      | 0                   | 19     |
| 12        | 3  | Hélio Castroneves      | Team Penske                  | 85     | +20.7784     | 6       | 0                   | 18     |
| 13        | 38 | Graham Rahal           | Chip Ganassi Racing          | 85     | +21.3464     | 16      | 0                   | 17     |
| 14        | 34 | Sebastian Saavedra (R) | Conquest Racing              | 85     | +23.1137     | 15      | 0                   | 16     |
| 15        | 18 | James Jakes (R)        | Dale Coyne Racing            | 85     | +24.5926     | 23      | 0                   | 15     |
| 16        | 8  | Paul Tracy             | Dragon Racing                | 85     | +1:03.7578   | 25      | 0                   | 14     |
| 17        | 4  | J. R. Hildebrand (R)   | Panther Racing               | 85     | +1:10.9001   | 27      | 0                   | 13     |
| 18        | 9  | Scott Dixon            | Chip Ganassi Racing          | 84     | +1 volta     | 8       | 1                   | 12     |
| 19        | 24 | Ana Beatriz (R)        | Dreyer & Reinbold Racing     | 83     | +2 voltas    | 26      | 0                   | 12     |
| 20        | 78 | Simona de Silvestro    | HVM Racing                   | 82     | +3 voltas    | 18      | 0                   | 12     |
| 21        | 5  | Takuma Sato            | KV Racing Technology - Lotus | 81     | +4 voltas    | 22      | 0                   | 12     |
| 22        | 22 | Justin Wilson          | Dreyer & Reinbold Racing     | 78     | +7 voltas    | 5       | 0                   | 12     |
| 23        | 28 | Ryan Hunter–Reay       | Andretti Autosport           | 72     | Mecânico     | 2       | 2                   | 12     |
| 24        | 83 | Charlie Kimball (R)    | Chip Ganassi Racing          | 66     | Mecânico     | 24      | 0                   | 12     |
| 25        | 59 | E. J. Viso             | KV Racing Technology - Lotus | 59     | Contato      | 17      | 0                   | 10     |
| 26        | 26 | Marco Andretti         | Andretti Autosport           | 37     | Mecânico     | 14      | 0                   | 10     |
| 27        | 19 | Sébastien Bourdais     | Dale Coyne Racing            | 27     | Contato      | 21      | 0                   | 10     |
| Relatório |    |                        |                              |        |              |         |                     |        |

- (R) - Rookie

## Tabela do campeonato após a corrida
Observe que somente as dez primeiras posições estão incluídas na tabela.
| Pos | Var     | Piloto           | Pontos |
| --- | ------- | ---------------- | ------ |
| 1   | Aumento | Dario Franchitti | 122    |
| 2   | Baixa   | Will Power       | 115    |
| 3   | Estável | Tony Kanaan      | 87     |
| 4   | Aumento | Oriol Servià     | 80     |
| 5   | Aumento | Mike Conway      | 74     |

| Pos | Var     | Piloto              | Pontos |
| --- | ------- | ------------------- | ------ |
| 6   | Aumento | Alex Tagliani       | 73     |
| 7   | Baixa   | Scott Dixon         | 66     |
| 8   | Aumento | Ryan Briscoe        | 66     |
| 9   | Baixa   | Simona de Silvestro | 66     |
| 10  | Estável | Vitor Meira         | 64     |